# Día Internacional de la Cobertura Sanitaria Universal
El Día Internacional de la Cobertura Sanitaria Universal se celebra anualmente el 12 de diciembre desde 2018 y fue proclamado por la Asamblea General de las Naciones Unidas en 2017.

## Proclamación
El Día Internacional de la Cobertura Sanitaria Universal fue proclamado por la Asamblea General de las Naciones Unidas el 12 de diciembre de 2017.  Esta proclamación surgió con el objetivo de acelerar los avances hacia la Cobertura Sanitaria Universal (CSU), garantizando que todas las personas, sin importar su ubicación geográfica o situación económica tengan acceso a servicios de salud de calidad y a un costo asequible. La resolución se enfocó en la necesidad de fortalecer los sistemas de salud, promoviendo una atención primaria robusta y una protección social eficaz, especialmente para los sectores más vulnerables de la población.

## Celebración
Se celebra cada 12 de diciembre, una fecha elegida para conmemorar la resolución inicial sobre salud mundial y política exterior aprobada por la ONU el 12 de diciembre de 2012, que recomendaba incluir la CSU en los debates de desarrollo global. La primera celebración tuvo lugar en 2018, y desde entonces, cada año, se realizan actividades para concienciar sobre la importancia de la CSU. En muchos países, las deficiencias en la infraestructura sanitaria, como la falta de acceso a agua potable y materiales de higiene, obstaculizan la capacidad de ofrecer atención médica segura y eficaz. La Iniciativa WASH de la OMS y UNICEF, lanzada en respuesta a estos desafíos, busca garantizar servicios adecuados de agua, saneamiento e higiene en todas las instalaciones de salud para 2030. La pandemia de COVID-19 ha resaltado aún más la urgencia de estos esfuerzos, subrayando la necesidad de sistemas de salud resilientes y accesibles para todos.

## Temas
- 2018: Cobertura Sanitaria Universal - Para todos en todas partes[6]
- 2019: Keep the Promise,[7] ('Mantén la promesa')
- 2020: Health for All: Protect Everyone - To end this crisis and build a safer and healthier future, we must invest in health systems that protect us all - now,[8] ('Salud para todos: protejamos a todos - Para poner fin a esta crisis y construir un futuro más seguro y saludable, debemos invertir en sistemas de salud que nos protejan a todos, ahora')
- 2021: Join the UHC Day Virtual Rally!,[9] ('¡Únete al Rally Virtual del Día de la Cobertura Sanitaria Universal!')
- 2022: Forjemos el mundo que queremos: Un futuro saludable para todos[10]
- 2023: Fomentar la resiliencia de los sistemas de salud[11]